# Frithjof Zeidler
Frithjof Zeidler (* 22. März 1935 in Berlin-Steglitz) ist ein deutscher Film- und Fernsehproduzent, der vor allem für seine langjährige Führungsrolle bei der Polyphon Film- und Fernsehgesellschaft bekannt ist.

## Leben

### Anfänge als Pantomime-Künstler
Frithjof Zeidler wurde in eine Beamtenfamilie hineingeboren und wuchs in Hamburg auf. Sein starkes Interesse an Geschichte und Politik prägte ihn bereits in jungen Jahren. Zudem entwickelte er eine künstlerische Neigung und hegte den Wunsch Schauspieler werden. Während seines Studiums kam er mit der französischen Pantomime in Berührung und wurde Meisterschüler des renommierten Pantomimen Jean Soubeyran. In dieser Zeit trat Zeidler in verschiedenen europäischen Ländern, darunter Deutschland, Belgien und den Niederlanden, als Pantomime auf und sammelte erste Erfahrungen in der Regie und dem Schreiben von Bühnenstücken. Von 1963 bis 1967 hatte Zeidler mit Piet Frei eine eigene Pantomime-Sendung im WDR namens „Mim und Mum“.

### Einstieg in die Filmbranche
Nach einem Jurastudium, das er mit Assessorexamen abschloss, begann Zeidler 1965 bei der Polyphon Film- und Fernsehgesellschaft in Hamburg zu arbeiten. Seine Kenntnisse im juristischen Bereich erwiesen für vertragliche und lizenzrechtliche Fragen als wertvoll, während seine künstlerische Vergangenheit ihm einen praxisnahen Zugang zur Produktion kreativer Inhalte ermöglichten. 1975 wurde Zeidler Vorsitzender der Geschäftsführung der Polyphon.
Übernahme der Polyphon
Im Jahr 1985 übernahm Frithjof Zeidler 50 % der Geschäftsanteile der Polyphon. Unter seiner Führung entwickelte sich die Firma zu einer der erfolgreichsten Produktionsfirmen Deutschlands. Zeidler gilt als Pionier und wichtiger Impulsgeber in der deutschen Fernsehproduktionslandschaft, weil er Schauspieler und Regisseure wie Gert Fröbe, Wolfgang Stumph Dieter Pfaff und Wolfgang Rademann exklusiv an die Polyphon zu binden vermochte. Unter seiner Leitung etablierte die Polyphon Ausbildungsprogramme für Nachwuchsproduzenten.
Bedeutende Produktionen
Während seiner Zeit bei Polyphon war Zeidler an zahlreichen erfolgreichen Produktionen beteiligt, darunter:
- „Als wär's heut' gewesen... Kleine Geschichten sind das Leben“ (1978): TV-Film
- „Das Traumschiff“ (1981-heute)
- „Die Schwarzwaldklinik“ (ab 1985): Klinikserie für das ZDF
- „Sperling“ (ab 1996) Krimi-Reihe mit Dieter Pfaff
- „Stubbe - Von Fall zu Fall“ (ab 1995): Krimireihe für das ZDF
- „OTTO SHOW“ (ab 1973): Sendung mit Comedian Otto Waalkes
- „Der kleine Vampir“ (1986–87): 13-teilige deutsch-kanadische Kinderserie
- „Der kleine Vampir - Neue Abenteuer“ (1993–94): 13-teilige Fortsetzung der erfolgreichen Vampir-Kinderserie
- „Ein Mann für jede Tonart“ (1993): Kinoproduktion basierend auf dem Roman von Hera Lind
- „Die Gong-Show“ (1992–1993): Auf US-amerikanischer Vorlage basierende Talent-Show für RTL

## Familie und Nachfolge
Zeidler ist der Vater von Beatrice Kramm (geb. Zeidler), die ebenfalls eine erfolgreiche Karriere in der Fernsehproduktion einschlug. Kramm trat 1995 in die Firma ihres Vaters ein und übernahm 2002 nach seinem Ausscheiden selbst Geschäftsanteile. 2014 wurde sie Vorsitzende der Geschäftsführung der Polyphon-Gruppe, womit sie das Erbe ihres Vaters im Unternehmen fortführte.
Ruhestand und aktueller Status
Nach seinem Ausscheiden aus der Geschäftsführung von Polyphon am 1. Januar 2004 im Alter von 68 Jahren zog sich Zeidler weitgehend aus der Öffentlichkeit zurück.
Frithjof Zeidler lebt derzeit im Ruhestand. Trotz seines Rückzugs aus dem aktiven Geschäftsleben bleibt sein Einfluss auf die deutsche Fernsehproduktionslandschaft durch den fortgesetzten Erfolg von Polyphon und die Führung durch seine Tochter spürbar.